# Taylor Mehlhaff
Taylor Mehlhaff (Aberdeen, 25 agosto 1985) è un giocatore di football americano statunitense.

## Nella NFL
Scelto al draft NFL dai New Orleans Saints, nella stagione 2008 ha giocato 3 partite realizzando 3 su 4 field goal con il più lungo di 44 yard, 9 su 10 extra point, 17 kickoff per 1103 yard di cui uno uscito fuori dal campo di gioco, uno in touchback e 15 ritornati. Il 28 ottobre è stato tagliato dai Saints dopo aver sbagliato l'extra point contro i San Diego Chargers.